# Dinosaur Game
Dinosaur Game, conosciuto anche come T-Rex Game e Dino Runner, è un gioco disponibile sul browser Google Chrome, in assenza di connessione Internet. Il gioco è stato sviluppato nel 2014 da Sebastian Gabriel.

## Accesso
Il gioco viene visualizzato sulla pagina di errore di Google Chrome quando l'accesso a Internet viene interrotto. Sopra l'iscrizione è raffigurato un «T-rex solitario», creato da Sebastian Gabriel. Cliccando sul dinosauro (su Android) o cliccando sul tasto spazio (sulla tastiera) si avvia il gioco, in cui il giocatore controlla il dinosauro che sta correndo.
È inoltre possibile accedere al gioco tramite link diretto chrome://dino oppure chrome://network-error/-106 nella Barra degli indirizzi.

## Modalità di gioco
Il dinosauro è controllato da tastiera con le frecce  ↑ ↓ o con la barra spaziatrice, per evitare ostacoli, tra cui cactus e pterodattili. In ogni partita, il primo ostacolo si trova a 42 punti, precisamente un cactus, mentre dai 500 punti in poi appaiono gli pterodattili, che si possono trovare sia in basso che in alto. Appena raggiunti 700 punti, il gioco inizia a cambiare lo scenario tra il giorno (caratterizzato da sfondo bianco, linee e figure nere) e la notte (caratterizzata da sfondo nero, linee e figure bianche). A 900 punti, lo schema di colori ritorna a quella del giorno.
In linea teorica, il gioco è programmato in modo tale che una partita possa durare 17 milioni di anni, in riferimento a quanto tempo la specie è stata presente sulla terra prima della sua estinzione.

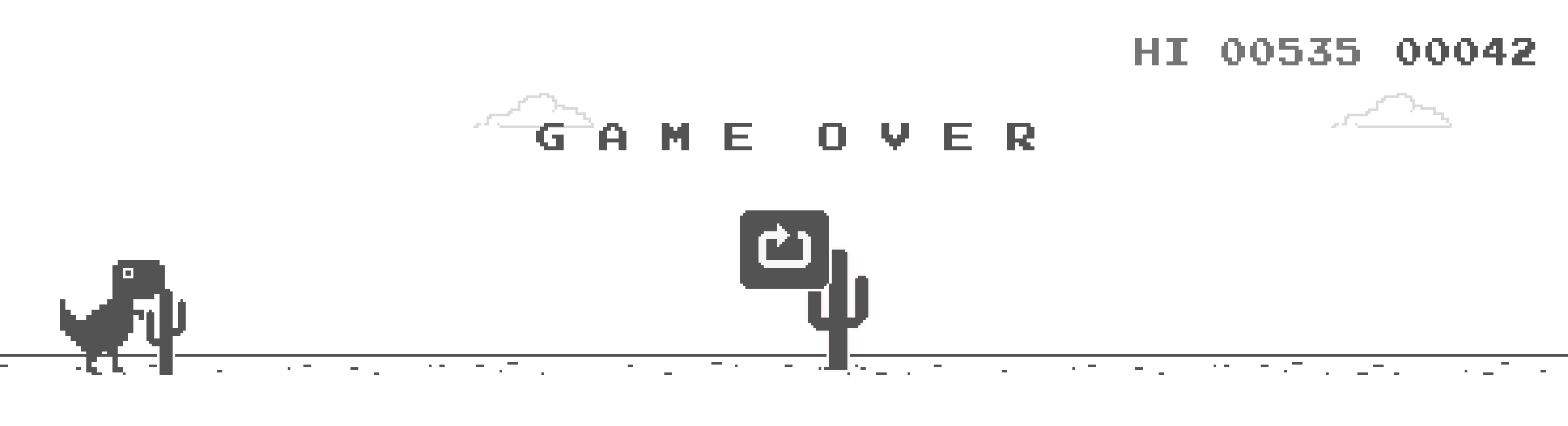
Il messaggio di game over e il pulsante per riavviare il gioco mostrati quando il giocatore colpisce il cactus

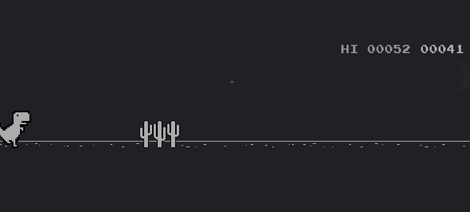
Il gioco mostrato in tema scuro

Nel settembre del 2018, in occasione del decimo anniversario di Chrome è stata aggiunta nel gioco la torta e il cappello per il dinosauro. Nel novembre del 2018, Google ha inserito una funzione che permette ai giocatori di salvare i propri risultati.
Nell'agosto 2020, è stata pubblicata una versione che permetteva l'utilizzo di armi da fuoco. La versione modificata ha ricevuto il nome di Dino Swords.
Se un amministratore del computer disabilita il gioco, quando un utente prova a giocare, riceverà un messaggio di errore con una foto di una meteora mentre insegue il dinosauro, chiarificando con una riga di testo che il gioco è stato disattivato dall'amministratore.
Nel luglio del 2021, in occasione delle Olimpiadi di Tokyo 2020, venne aggiunta nel percorso una fiaccola ardente, che, se urtata, permetteva di aprire una schermata di gioco con cinque discipline olimpiche: Equitazione, Nuoto, Corsa ad ostacoli, Surf ed Atletica leggera.
Il 21 giugno 2024 ,invece, è stata aggiunta una ciambella che se sfiorata portava in un ufficio con scrivanie e sedie da ufficio come cactus e aeroplanini di carta come Pterodattili.